# Daïra de Besbes
Pour les articles homonymes, voir Besbes.
La daïra de Besbes est une circonscription administrative algérienne située dans la wilaya d'El Tarf. Son chef-lieu est situé sur la commune éponyme de Besbes.
La daïra regroupe les deux communes de Besbes, Asfour et Zerizer.